# Epipactis papillosa
Epipactis papillosa là một loài thực vật có hoa trong họ Lan. Loài này được Franch. & Sav. mô tả khoa học đầu tiên năm 1878.

## Hình ảnh

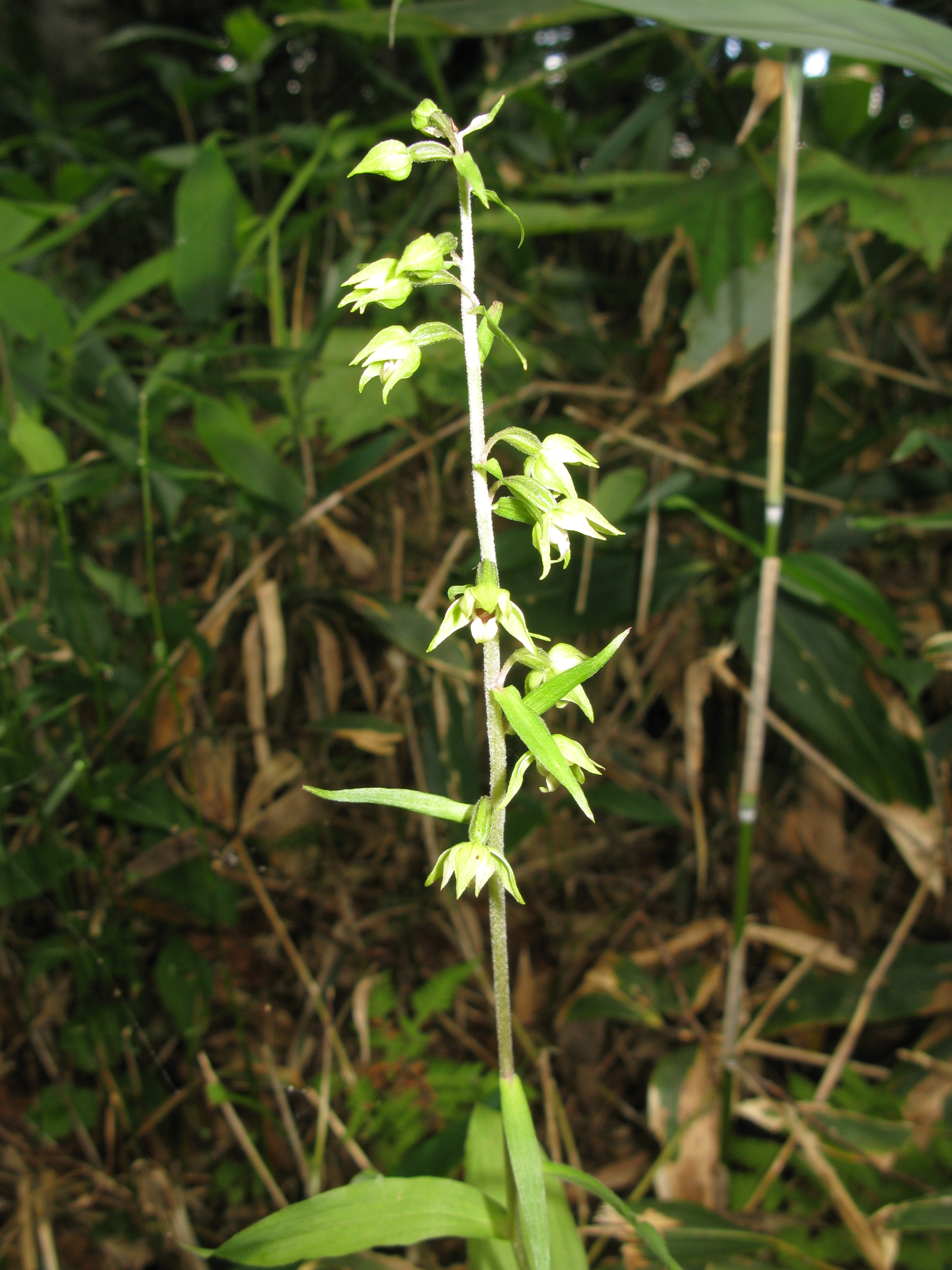
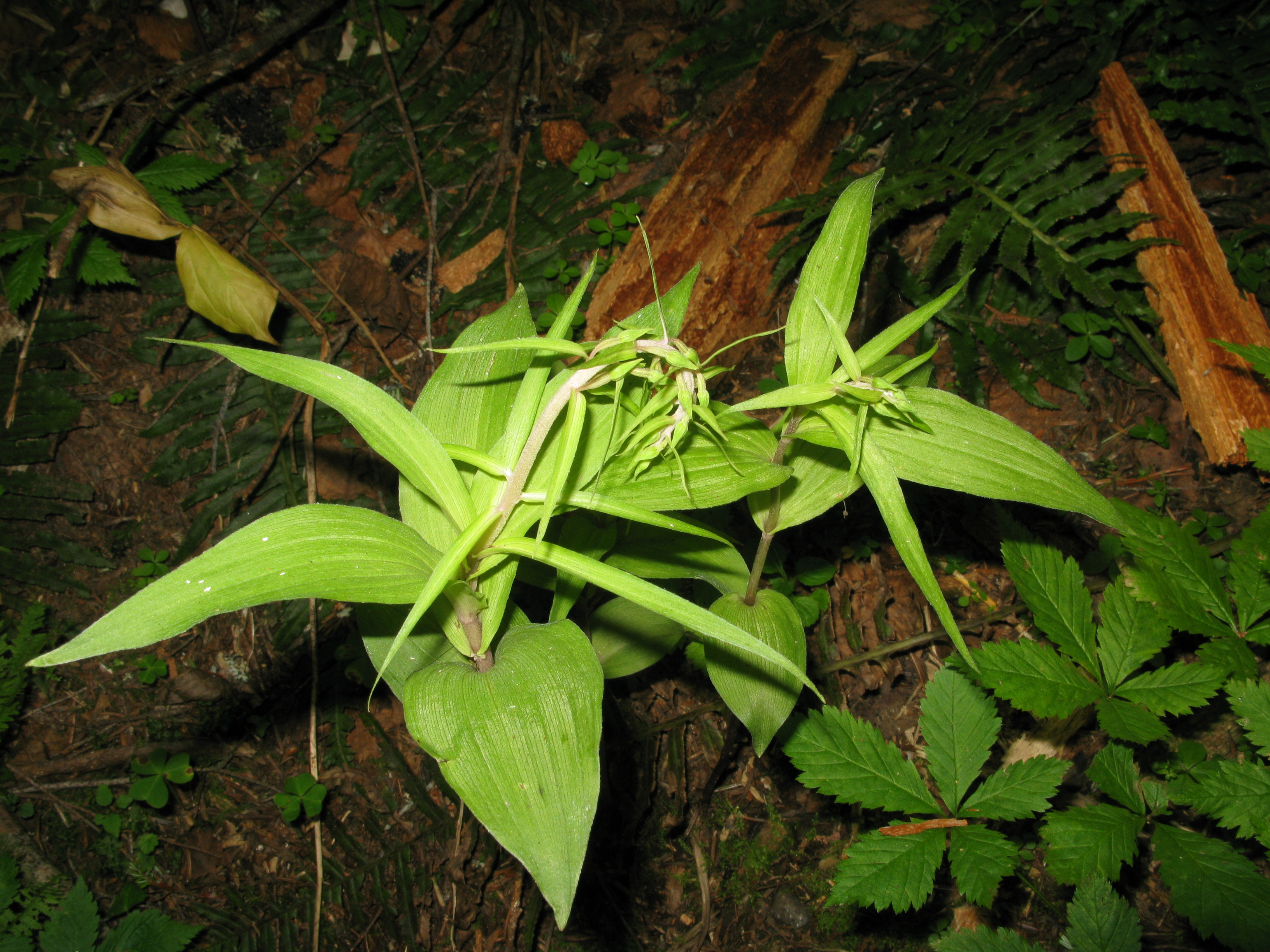